# Eric Krüger
Eric Krüger (Oschatz, Alemania, 21 de marzo de 1988) es un atleta alemán, especialista en la prueba de 4x400 m en la que llegó a ser medallista de bronce europeo en 2012.

## Carrera deportiva
En el Campeonato Europeo de Atletismo de 2012 ganó la medalla de bronce en los relevos 4x400 metros, con un tiempo de 3:01.77 segundos, llegando a la meta por detrás de Bélgica y Reino Unido (plata), siendo sus compañeros de equipo: Kamghe Gaba, Jonas Plass y Thomas Schneider.